# Suntex
Suntex az Amerikai Egyesült Államok északnyugati részén, Oregon állam Harney megyéjében, a U.S. Route 20 közelében elhelyezkedő önkormányzat nélküli település.

## Történelme
Az 1916 és 1949 között működő posta első vezetője W. F. Sturges volt. Bezárását követően Suntex postai szükségleteit Riley településen található postahivatal látta el.
Nevének eredete ismeretlen.

## Oktatás
A helység általános iskolája a Suntex Elementary School, amely az 1978-ban leégett intézményt váltotta.

## Fordítás
- Ez a szócikk részben vagy egészben  a   Suntex, Oregon című angol Wikipédia-szócikk ezen változatának fordításán alapul.  Az eredeti cikk szerkesztőit annak laptörténete sorolja fel. Ez a jelzés csupán a megfogalmazás eredetét és a szerzői jogokat jelzi, nem szolgál a cikkben szereplő információk forrásmegjelöléseként.